# Disco Inferno (The-Trammps-Lied)
Disco Inferno ist ein Lied der Band The Trammps. Es ist Teil des gleichnamigen vierten Studioalbums von 1976. Der Song war Teil des Soundtracks des Films Saturday Night Fever. Die folgende Veröffentlichung als Single erreichte 1977 Platz 11 der amerikanischen Billboard Hot 100. 2005 wurde das Lied in die Dance Music Hall of Fame aufgenommen. Gecovert wurde der Song unter anderem von Tina Turner als Teil des Soundtracks zu Tina – What’s Love Got to Do with It? und Cyndi Lauper in A Night at the Roxbury. 
The Independent bezeichnet das Lied als „one of the most memorable and successful dancefloor fillers of any era“.
Die Worte „Burn Baby burn“ – Beginn jeder Zeile des Refrains – beziehen sich sowohl auf den Katastrophenfilm Flammendes Inferno als auch die Rassenunruhen in Los Angeles 1965.